# 一宮市びさい夏まつり
一宮市びさい夏まつり（いちのみやしびさいなつまつり）は、愛知県一宮市で、毎年8月の第2土曜日に行われる祭り（花火大会）である。
2022年（令和4年）から開催。廃止となった「一宮市・羽島市市民花火大会」（通称：濃尾大花火）にかわる花火大会である。

## 概要
- 主催は濃尾大花火開催委員会（濃尾大花火の一宮市側の開催委員会）。一宮市、一宮商工会議所、尾西商工会、木曽川商工会、一宮市観光協会、中日新聞が後援する[1]。
- メイン会場は木曽川の河川敷にある尾西河川敷グラウンド（一宮市冨田。名神高速道路木曽川橋の上流に位置する。）[2][3]。
- 打ち上げ花火の他、盆踊り大会、手筒花火が行われる[1][3]。
- 開催当日は会場に駐車場は設置されない。一宮市役所尾西庁舎、豊田合成尾西工場前からシャトルバスが運行される[1]。

## 歴史
- 元は明治時代に愛知県中島郡起村で始まった水天宮の川祭りが発祥である[4][3]。以後の濃尾大花火までの歴史は濃尾大花火#歴史を参照。
- 一宮市と岐阜県羽島市が共同開催していた濃尾大花火が、羽島市から平成30年度の開催（翌年も開催を予定していたが、雨天ならびに木曽川の増水により予備日を含めて中止となり、そこから新型コロナウイルス感染症（COVID-19）の世界的流行を受けて3年間中止）をもって撤退するとの申し入れがあり、協議の結果、2022年（令和4年）1月に濃尾大花火の廃止が決定した[4][5][6]。一宮市は市単独の夏まつり花火大会として新たに開催を計画。開催場所などを変更し、同年8月13日に一宮市びさい夏まつりとして開催[7]。